# Bostalsee (Naturschutzgebiet)
Koordinaten: 49° 33′ 32″ N, 7° 3′ 56″ O

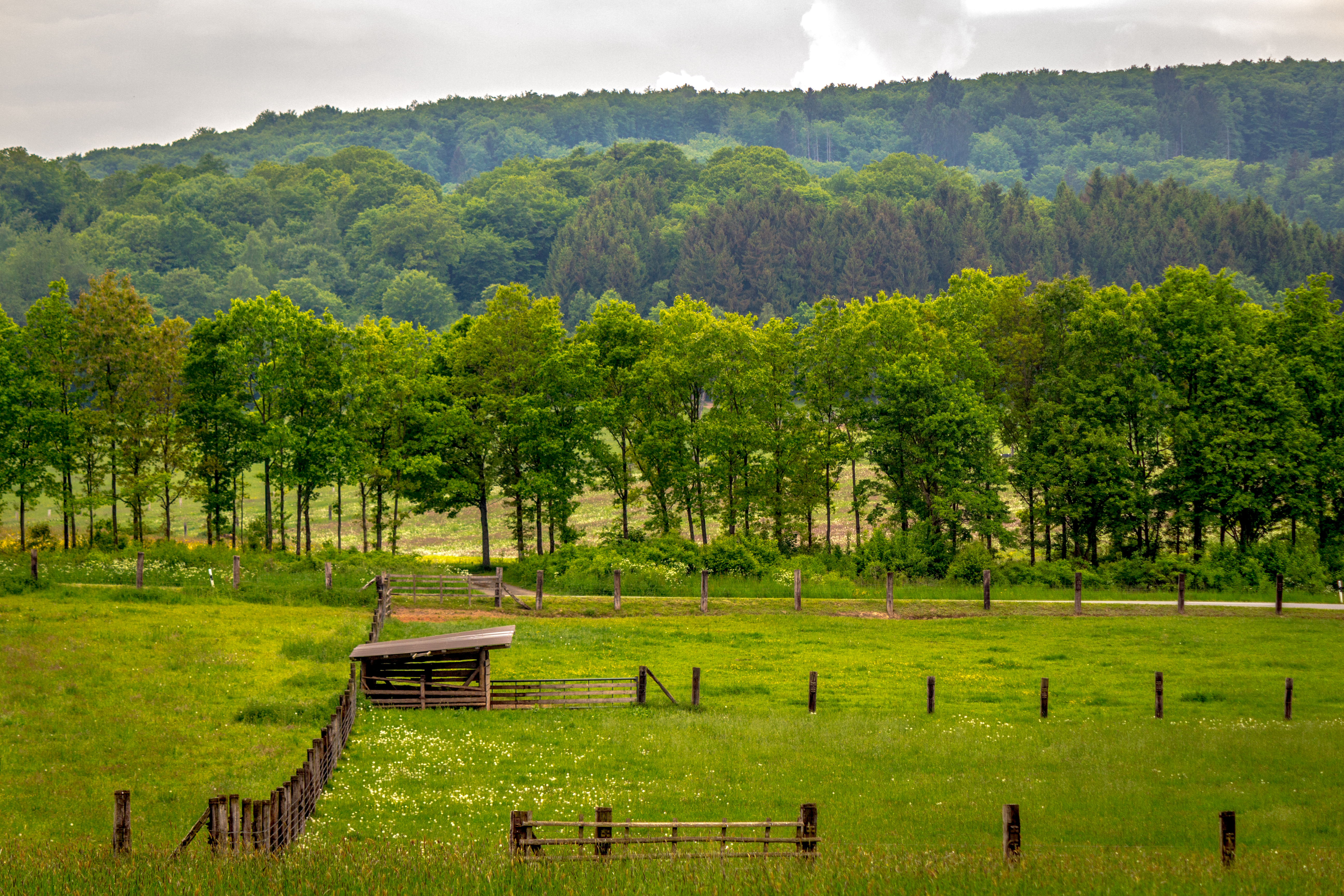
Naturschutzgebiet Bostalsee (Mai 2015)

Das Naturschutzgebiet Bostalsee liegt auf dem Gebiet der Gemeinde Nohfelden im Landkreis St. Wendel im Saarland. Das aus drei Teilflächen bestehende Gebiet erstreckt sich südöstlich von Bosen, einem Ortsteil von Nohfelden, zu beiden Seiten der Landesstraße L 325. Die östliche Teilfläche umfasst den südlichen Teil des Bostalsees.

## Bedeutung
Das rund 53 ha große Gebiet steht seit dem 24. Juni 2016 unter der Kennung NSG-N-6408-304 unter Naturschutz.